# (73330) 2002 JS105
(73330) 2002 JS105 – planetoida z pasa głównego asteroid okrążająca Słońce w ciągu 5,71 lat w średniej odległości 3,19 j.a. Odkryta 12 maja 2002 roku.